# Пейо
 Тази статия е за белгийския автор на комикси.  За селището в Италия вижте Пейо (Италия).  
Пиер Кюлифор (на френски: Pierre Culliford), известен с псевдонима си Пейо̀ (на френски: Peyo), е белгийски художник (автор на комикси) от британски произход.

## Биография
Роден е на 25 юни 1928 година в Схарбек. Баща му е брокер, преселил се от Англия, а майка му е валонка. Пейо учи в Кралската академия за изящни изкуства.
След следването си работи за кратко в студио за анимация. От края на 1940-те години започва да публикува комикси в белгийския печат и придобива популярност с поредици като „Benoît Brisefer“, „Jacky et Célestin“, „Johan et Pirlouit“, „Poussy“. Международна известност му донася поредицата „Смърфовете“ („Les Schtroumpfs“).
Пейо умира на 24 декември 1992 година в Брюксел.